# Rabat (Gozo)
Rabat, angol nevén Victoria Málta Għawdex (Gozo) szigetének nem hivatalos székhelye és legnagyobb helyi tanácsa. Lakossága 6414 fő. Máltai neve elővárost jelent, angol nevét 1897-ben Viktória brit királynő tiszteletére kapta.

## Története

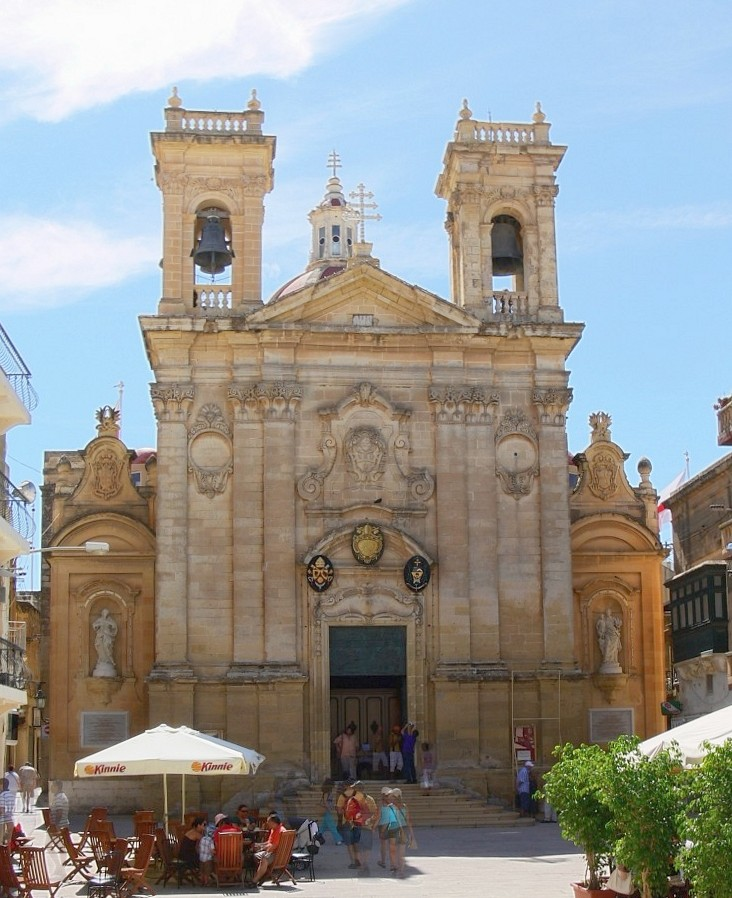
A San Ġorġ (Szent György) plébániatemplom

A település adottságainak köszönhetően mindig a sziget központja volt. Az újkőkorszak óta lakták, Kr. e. 1500 körülre datálhatók az első fennmaradt erődítések. A föníciai és római uralom idején is erődítmény állt itt. A mai citadella alapjait az arab uralom idején rakták le, a ma látható erődítmények a Jeruzsálemi Szent János Ispotályos Lovagrend építkezéseinek (1599-1603) eredményei. Az egyházközség első említése 1299-ből, a településé 1455-ből való Rabbatum néven. Az 1667-es összeírásban a Szent György plébánia területén 398 háztartásban 1200 lakos, az egységes gozói plébániához tartozó Citadellában 106 háztartásban 358 lakos élt, ez összesen 1558 fő. Brichelot és Bremond 1718-as térképén Cita de Goza-ként szerepel.
Gozo szigete korábban egyetlen településnek számított egészen Xewkija 1678-as kiválásáig. A Citadella a sziget erődjeként funkcionált, támadás idején a lakosság itt talált menedéket. Mivel védtelenebb volt, mint Malta, a szigetet többször kifosztották. 1275-ben az Anjouk és Genova közti háborúban utóbbiak fosztogattak a szigeten, majd 1551-ben Turgut reisz, miután sikertelenül ostromolta Birgu majd Notabile várait, Gozo ellen fordult, és ostrom alá vette a Citadellába menekült szigetlakókat. Gozo kormányzója, Galatian de Sesse végül átadta az erődöt a lovagok szabad elvonulásáért cserébe. A törökök a sziget szinte teljes lakosságát, majd' 5000 főt Líbiába hurcolták, és csak nagyon keveseket váltottak ki. A város lassan épült fel. A Citadella felújítása csak a század legvégén kezdődött el. Ettől kezdve 1637-ig törvény kötelezte a sziget lakóit, hogy az éjszakát itt töltsék, ez is akadályozta a népesség növekedését. A mai plébániatemplom az 1670-es években készült el. Az 1693-as földrengés a Citadella jó részét, köztük a katedrálist is romba döntötte. Ezután tervezte Lorenzo Gafà a mai bazilikát.
A francia megszállás idején a Napoléon rendeletére önállósított Gozo székhelye lett, ezt a rangját a brit megszállással újra elvesztette. Bár a britek sok szokásukat meghonosították (a Triq ir-Repubblikán pl. ügetőversenyek zajlottak), a város lassabban fejlődött mint máltai társai. 1956-ban áttörték a Citadella falát, hogy a körmenetek számára új útvonalat nyissanak. 1963-ban földrengés rázta meg a szigetet, amelyben a Citadella lakatlan épületeinek jó része romba dőlt, ezeket máig sem építették újjá. 1987 óta a Gozoért Felelős Minisztérium egyik székhelye, 1994 óta a 68 helyi tanács egyike, máig Gozo egyetlen városnak nevezett települése.

## Önkormányzata
Rabatot héttagú helyi tanács irányítja. A jelenlegi, hetedik tanács 2013 márciusában lépett hivatalba, 4 nemzeti párti és 3 munkáspárti képviselőből áll.
Polgármesterei:
- Victor Galea Pace (1994-1997)
- Paul Galea (1997-2000)
- Paul Cassar (2000-2003)
- Vivienne Galea Pace (2003-2006)
- Robert Tabone (2006-2009)
- Samuel Azzopardi (Nemzeti Párt, 2009-)

## Nevezetességei

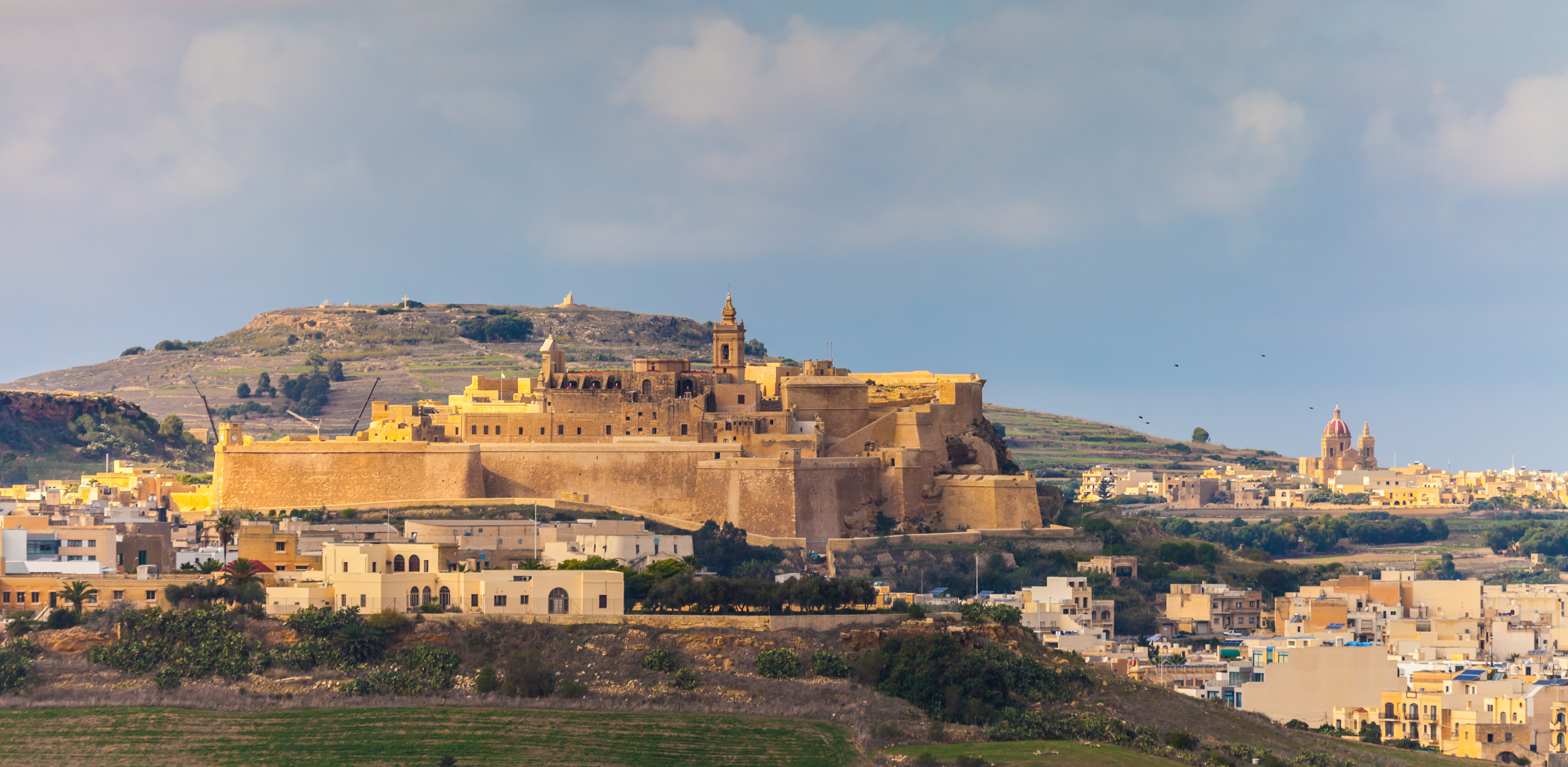
A Citadella

### Citadella
A város legfontosabb nevezetessége a Citadella, Gozo történelmi erődje. A félig romos műemlékben áll a székesegyház és a bíróság és több múzeum. A Mária mennybemenetelének szentelt székesegyházat a 17. században tervezte Lorenzo Gafà máltai építész. Nevezetessége a soha meg nem épített kupola helyét elfoglaló Trompe-l’oeil festmény. A Gozo egyik legmagasabb pontján álló falakon körbesétálva a sziget nagy része belátható. A Citadellában található múzeumok:
- Régészeti Múzeum: a régi Palazzo Bondi épületében csak Gozóról származó anyaggal
- Katedrális Múzeum: ruhákat, kéziratokat és egy püspöki hintót mutat be
- Kézműves Központ: csak kiállítás, vásárolni nem lehet!
- Természettudományi Múzeum: Gozo természetes növény- és állatvilágát mutatja be
- Régi börtön: kiállítás Gozo katonai életéről

### Óváros
A város központja a Pjazza Indipendenza (Függetlenség tér), másik nevén it-Tokk (találkozóhely), ahol szabadtéri piacot tartanak. Itt áll az 1733 és 1738 között épült Banca Giuratale épülete, ma az önkormányzat otthona. A környező kanyargós, szűk utcák sok turistát vonzanak.
Néhány saroknyira innen áll a San Ġorġ (Szt. György)-bazilika, amely az 1670-es években épült, és Gozo első plébániatemploma volt. 1693-ban egy földrengés komolyan megrongálta. 1818-ban új homlokzatot kapott, kupolája és oltárai 20. századiak.

### Egyéb nevezetességei
- Vízvezeték: a britek építették, hogy Ta' Kerċem környékéről vizet juttassanak a városba
- Ta' Marżiena templom: a Victoria-plató déli nyúlványán, fák és kaktuszfügék alatt állnak a templom romjai. A fennmaradt alaprajzból ítélve ötíves lóhere alaprajzú templom volt, amelyet egy külső fal zárt körül. Magántulajdonban van.

Hagyományok:
- A Citadellától nyugatra emelkedő Ta' Gelmus dombhoz kötődik Az aranyborjú,[8] a Belliegħa dombhoz A baljóslatú Il-Belliegħa barlang,[9] a Szent György templomhoz A tizenegy ütés[10] című legenda

## Kultúra
Band clubjai:
- Soċjetà Filarmonika La Stella (1863)
- Soċjetà Filarmonika Leone[11]

Az egymással versengő band cluboknak hála két színháza is van (egyedüliként Máltán):
- Teatru Astra[12] (1968): a La Stella Band Club opera- és operettszínháza
- Teatru tal-Opra Aurora (1976): a Leone Band Club operaháza

## Sport
Sportegyesületei:
- Victoria Hotspurs Football Club[13] (1948): Gozo jelenlegi bajnoka
- Oratory Youth Football Club
- S.K. Victoria Wanderers:[14] szintén a gozói bajnokságban játszik

## Közlekedés
Gozón minden főút Rabatban fut össze, minden innen érhető el a leggyorsabban. Itt van a buszok végállomása is. Az mġarri kikötőből a 303-as busz jön fel a városba, az egész szigetre innen indulnak tovább a buszok.
Autóbuszjáratai (2018. decemberi adatok):
- 301 (Rabat-Mġarr)
- 302 (Rabat-Xagħra (Ramla))
- 303 (Rabat-Nadur-Mġarr)
- 305 (Rabat-Sannat)
- 306 (Rabat-Xlendi)
- 307 (Rabat-Xagħra)
- 308 (Rabat-Għasri)
- 309 (Rabat-Żebbuġ)
- 310 (Rabat-Marsalforn)
- 311 (Rabat-Dwejra)
- 312 (Rabat-Għarb)
- 313 (Rabat-Kerċem)
- 323 (Rabat-Mġarr)
- 330 (Rabat-Xlendi)